# Yamaji Aizan
Yamaji Aizan (山路愛山) est un intellectuel, essayiste, et historien japonais né le 23 janvier 1865 et mort le 15 mars 1917.